# Pokrovskoïe (oblast de Rostov)
Prokrovskoïe (en russe : Покровское) est un village de l’oblast de Rostov. Il est le centre administratif de la commune rurale de Prokrovskoïe et du raïon Neklinovski.

## Géographie
Le village est situé sur la rive gauche de la rivière Mious, à 20 km de Taganrog et 65 km de Rostov-sur-le-Don.

## Histoire
Le village est fondé en 1769 par des cosaques zaporogues. Le nom du village provient de son église dédiée à l’intercession de la Mère de Dieu (en russe : Покров Пресвятой Богородицы, Pokrov Presviatoï Bogoroditsy).
Depuis 1936 Provskoïe est le centre administratif du raïon Neklinovski.

## Démographie
| Population | Population | Population | Population | Population | Population |
| 1959       | 1970       | 1979       | 1989       | 2002       | 2010       |
| ---------- | ---------- | ---------- | ---------- | ---------- | ---------- |
| 8 138      | 10 751     | 11 631     | 12 445     | 12 595     | 12 369     |

## Monuments
- Église de l'Intercession-de-la-Vierge (XIXe siècle)